# Богиш (Сату Маре)
Богиш (рум. Boghiș) насеље је у Румунији у округу Сату Маре у општини Доба. Oпштина се налази на надморској висини од 115 m.

## Становништво
Према подацима из 2002. године у насељу је живело 736 становника.

### Попис2002.
| Расподела становништва по националности 2002.‍ | Расподела становништва по националности 2002.‍ | Расподела становништва по националности 2002.‍ | Расподела становништва по националности 2002.‍ | Расподела становништва по националности 2002.‍ |
| --------------------------------------------- | --------------------------------------------- | --------------------------------------------- | --------------------------------------------- | --------------------------------------------- |
|                                               |                                               |                                               |                                               |                                               |
| Румуни                                        | Румуни                                        |                                               | 491                                           | 66,7%                                         |
| Мађари                                        | Мађари                                        |                                               | 218                                           | 29,6%                                         |
| Роми                                          | Роми                                          |                                               | 27                                            | 3,7%                                          |